# Sant'Arpino
Sant'Arpino är en ort och kommun i provinsen Caserta i regionen Kampanien i Italien. Kommunen hade 14 606 invånare (2017).